# Trương Cảnh Huệ
Trương Cảnh Huệ (giản thể: 张景惠; phồn thể: 張景惠; bính âm: Zhāng Jǐnghuì; Wade–Giles: Chang1 Ching3-hui4; Romaji: Chō Keikei sinh năm 1871 – 1 tháng 11 năm 1959) là một tướng lĩnh và chính trị gia người Trung Quốc trong thời kỳ quân phiệt. Ông được chú ý với vai trò trong chế độ bù nhìn Mãn Châu Quốc của Nhật Bản, trong đó ông là thứ hai và là thủ tướng cuối cùng.

## Tiểu sử
Trưởng Cảnh Huệ sinh ra ở An Sơn, Liêu Ninh
Ông qua đời vì bệnh suy tim năm 1959.